# Plaza de toros Monumental de Sevilla

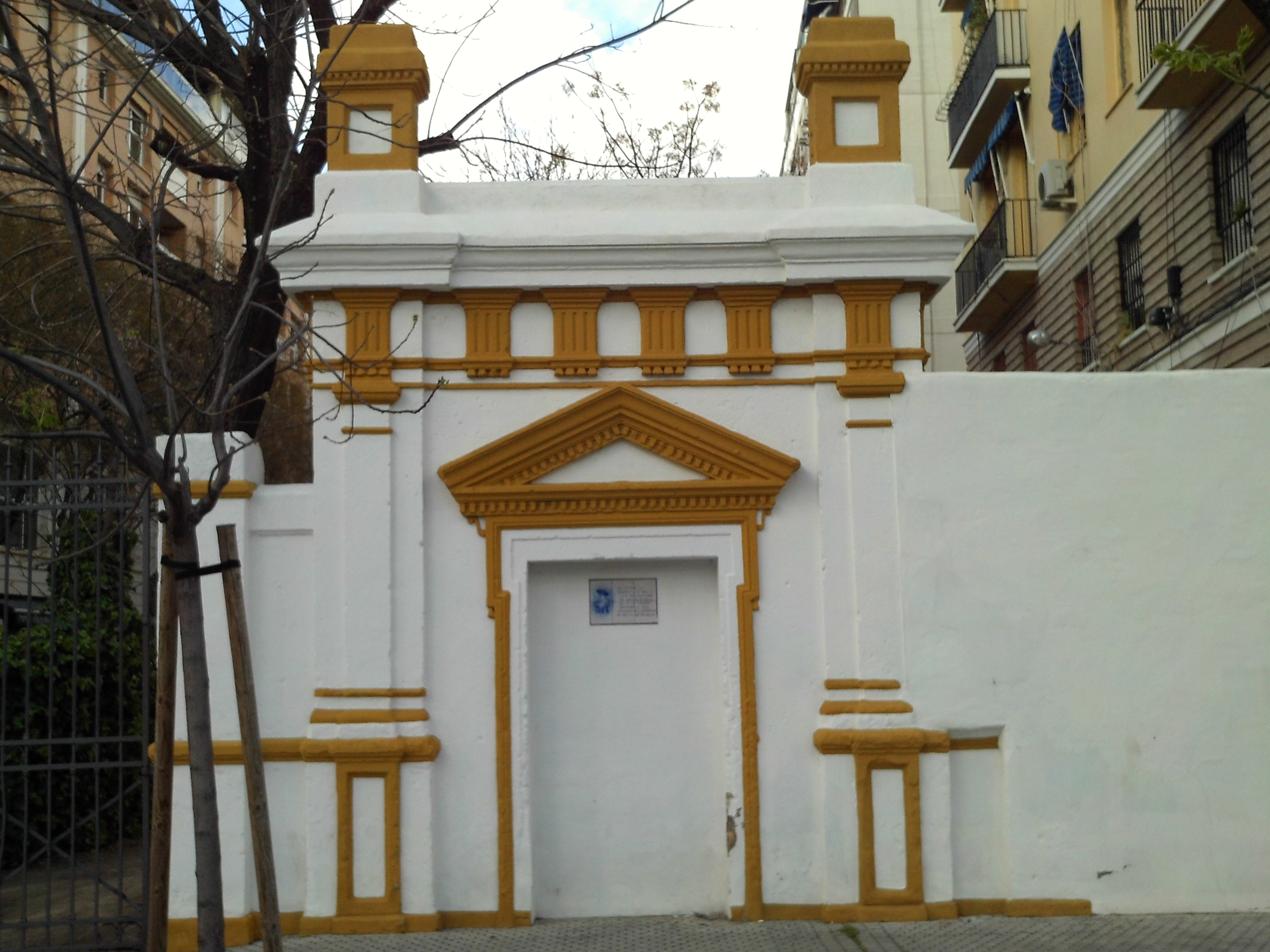
Único resto que se conserva de la Monumental

La plaza de toros Monumental, edificada en Sevilla, fue inaugurada el 6 de junio de 1918. Se cerró al público por supuestos problemas estructurales en 1921 y fue derribada el 9 de abril de 1930.

## Localización
Se encontraba a la mitad de lo que hoy en día es la avenida de Eduardo Dato en su confluencia con la avenida de la Buhaira. Esta calle entonces recibía el nombre de Monte Rey, y se encontraba frente a la Huerta del Rey. 
Este lugar se hallaba en el barrio de la Huerta del Pilar, junto al barrio de San Bernardo.

## Historia
El promotor de la nueva plaza fue el torero José Gómez Ortega, apodado Gallito, Joselito y más popularmente como Joselito, el gallo. 
Durante su construcción surgieron problemas con las pruebas de seguridad, en las cuales se sobrecargó la estructura con 500 kg/m², lo que causó grietas en el hormigón que retrasaron la inauguración varios meses, e incluso el derrumbe de parte de las gradas.
Estas pruebas provocaron fuertes polémicas por considerar los seguidores de Joselito que se habían extremado las pruebas de seguridad más allá de lo razonable por influencia de los maestrantes.
Fue construida en estilo neoclásico por los arquitectos José Espiau y Muñoz y Francisco Urcola Lazcanotegui entre 1915 y 1918. Tenía una capacidad de 23 055 espectadores, superando en 10 000 localidades al coso de la Real Maestranza, lo cual permitía ofrecer unos precios cercanos a la mitad de los que costaba ver un festejo en la Real Maestranza. 
Tenía cuatro corrales, una corraleta de apartado y 12 chiqueros y el ruedo medía 60 metros de diámetros. La plaza era muy atractiva y cómoda para los espectadores, con asientos amplios y vomitorios que permitían el rápido desalojo de los tendidos. Su primer empresario fue José Julio Lissén, amigo de Joselito.
La corrida inaugural fue el 6 de junio de 1918, actuando Joselito, Curro Posada y Diego Mazquiarán Fortuna, que lidiaron reses de Juan Contreras. La plaza registró un lleno casi total, con cerca de veinte mil espectadores.
El 16 de marzo de 1919, se produjeron en su interior dos víctimas mortales en el transcurso de un mitin republicano.
En 1920, la gestión del coso pasó a la empresa La Taurina Sevillana, que era la misma empresa que gestionaba la Real Maestranza. Esta nueva empresa decidió repartir la Feria de Abril entre los dos cosos: cuatro festejos en la Real Maestranza y tres en la Monumental.
Finalmente, los problemas estructurales, unidos a la muerte de Joselito, el auténtico mentor de la plaza, originaron que la plaza fuera cerrada por orden del Gobierno Civil en 1921. Esto provocó la denuncia de la empresa al propietario de la plaza, iniciándose su derribo diez años después, el 9 de abril de 1930.
El 6 de junio de 2018, coincidiendo con el centenario de la inauguración, se presentó en el Ateneo de Sevilla el libro "Plaza de Toros Monumental de Sevilla. La dignidad de un proyecto", escrito por Fidel y Julio Carrasco Andrés y Carmen del Castillo Rodríguez, con la intervención del Presidente de la entidad y Morante de la Puebla, además de los autores del prólogo y el epílogo, Ignacio Sánchez-Mejías Herrero y Manuel Grosso Galván respectivamente. El trabajo, calificado en El Correo de Andalucía como "un libro definitivo que rescata la memoria del efímero coso", para el diario ABC de Sevilla "recupera la memoria del coso inaugurado el 6 de junio de 1918 y desmiente sus problemas de estructura." 